# Celâl Bayar
Mahmud Celâl Bayar (ur. 16 maja 1883 we wsi Umurbej, zm. 22 sierpnia 1986 w Stambule) – turecki polityk, premier, prezydent.

## Życiorys
Od 1908 był czynnym działaczem w kierownictwie ruchu młodotureckiego. W 1923 był ministrem budownictwa. W 1924 założył Bank Pracy i był jego prezesem. W 1937 był ministrem gospodarki. W latach 1937–1939 był premierem. Od 1950 do 1960 był prezydentem. W wyniku zamachu stanu został obalony i skazany na dożywotnie więzienie, z którego w 1964 został zwolniony, a w 1966 został amnestionowany. Był najdłużej żyjącym prezydentem w historii. W chwili śmierci miał 103 lata i 98 dni.
Doktor honoris causa Uniwersytetu w Belgradzie (1954) oraz Wolnego Uniwersytetu Berlina (1958).